# Auckland Open 2024
Auckland Open 2024 (sponsorizat de ASB Bank) a fost un turneu profesionist de tenis ATP și WTA, care s-a jucat pe terenuri dure în aer liber. A fost cea de-a 37-a ediție a probei feminine, și cea de-a 46-a ediție a probei masculine. S-a desfășurat la Centrul de tenis ASB din Auckland, Noua Zeelandă, în perioada 1–7 ianuarie 2024 pentru femei și 8–13 ianuarie 2024 pentru bărbați.

## Campioni

### Simplu masculin
Pentru mai multe informații consultați Auckland Open 2024 – Simplu masculin

### Simplu feminin
Pentru mai multe informații consultați Auckland Open 2024 – Simplu feminin

### Dublu masculin
Pentru mai multe informații consultați Auckland Open 2024 – Dublu masculin

### Dublu feminin
Pentru mai multe informații consultați Auckland Open 2024 – Dublu feminin

## Puncte și premii în bani

### Distribuția punctelor
| Probă           | C   | F   | SF  | QF | R16 | R32 | Q2  | Q1  |
| Simplu masculin | 250 | 165 | 100 | 50 | 25  | 0   | 7   | 0   |
| Dublu masculin  | 250 | 150 | 90  | 45 | 20  | 0   | N/A | N/A |
| Simplu feminin  | 250 | 163 | 98  | 54 | 30  | 1   |     |     |
| Dublu feminin   | 250 | 163 | 98  | 54 | 1   | N/A | N/A | N/A |

### Premii în bani
| Probă           | C         | F        | SF       | QF       | R16      | R32     | Q2      | Q1      |
| Simplu masculin | 100.000 $ | 57.845 $ | 34.000 $ | 20.000 $ | 11.600 $ | 7.200 $ | 3.650 $ | 2.050 $ |
| Dublu masculin* | 35.000 $  | 18.800 $ | 11.000 $ | 6.100 $  | 3.600 $  | N/A     | N/A     | N/A     |
| Simplu feminin  | 35.250 $  | 20.830 $ | 11.610 $ | 6.608 $  | 4.040 $  | 2.890 $ | 2.140 $ | 1.380 $ |
| Dublu feminin * | 12.820 $  | 7.210 $  | 4.140 $  | 2.470 $  | 1.900 $  | N/A     | N/A     | N/A     |

*per echipă